# Provincia di Brescia (Lombardo-Veneto)
La provincia di Brescia era una provincia del Regno Lombardo-Veneto, istituita nel 1815 ed esistita dal 1816 al 1859.
Capoluogo era la città di Brescia.

## Organi
Come tutte le province del Regno, anche Brescia era guidata da un Regio Delegato di nomina imperiale, aiutato da un'Imperial Regia Delegazione Provinciale che si occupava dei vari settori dell'amministrazione pubblica. A rappresentare le classi agiate vi era una Congregazione Provinciale nominata dal Governo su proposta della Congregazione Centrale, e composta da quattro nobili e quattro possidenti della provincia, più un borghese del capoluogo e più il Regio Delegato che la presiedeva.

## Storia
La provincia fu creata nel 1816 all'atto della costituzione del Regno Lombardo-Veneto, succedendo al dipartimento del Mella di epoca napoleonica.

### Suddivisione amministrativa all'atto dell'istituzione (1816)
All'atto dell'istituzione, la provincia fu divisa in diciassette distretti, a loro volta suddivisi in trenta comuni:
- I di Brescia[1]
  - Bovezzo; Borgosatollo; Botticino Mattina; Botticino Sera; Brescia; Brione; Caino; Caionvico; Castenedolo; Cellatica; Ciliverghe; Collebeato; Concesio; Fiumicello; Folzano; Gussago; Mazzano; Mompiano; Nave; Nuvolento; Nuvolera; Rezzato; Roncadelle; Sant'Alessandro; San Bartolomeo; Sant'Eufemia; San Nazzaro; San Vigilio; San Zeno; Serle; Urago Mella; Virle
- II di Ospitaletto;
- III di Bagnolo;
- IV di Montichiari;
- V di Lonato;
- VI di Gardone;
- VII di Bovegno;
- VIII di Chiari;
- IX di Adro;
- X di Iseo;
- XI di Verolanuova;
- XII di Orzinuovi;
- XIII di Leno;
- XIV di Salò;
- XV di Gargnano;
- XVI di Preseglie;
- XVII di Vestone.

### La riforma dei distretti del 1853
- I di Brescia;
- II di Ospitaletto;
- III di Bagnolo;
- IV di Montichiari;
- V di Leno;
- VI di Gardone;
- VII di Salò;
- VIII di Lonato;
- IX di Vestone;
- X di Gargnano;
- XI di Chiari;
- XII di Verolanuova;
- XIII di Iseo;
- XIV di Orzinuovi.

### Variazioni Amministrative
1818
- Muslone aggregato a Gargnano

1842
- Monticelli d'Oglio aggregato a Verolavecchia

### Passaggio al Regno di Sardegna (1859)
Nel 1859, in seguito alla seconda guerra d'indipendenza, la Pace di Zurigo dispose l'annessione della Lombardia (esclusa Mantova e gran parte della sua provincia) al Regno di Sardegna.
Il governo sardo emanò il Decreto Rattazzi, che ridisegnava la suddivisione amministrativa del Regno. La provincia di Brescia fu così ampliata con l'annessione della Val Camonica (esclusi i comuni di Rogno, Costa Volpino, Lovere e Castro), già in provincia di Bergamo, e di numerosi comuni già mantovani ed orfani del proprio capoluogo storico rimasto sotto l'Impero.

## Elenco degli Imperial Regi Delegati
- Francesco Torricelli (1814 - 1817);
- Giuseppe Brebbia (1817 - 1828);
- Gaudenzio De Pagave (1828 - 1833);
- Carlo Berchet (1833 - 1834)[3];
- Fermo Terzi (1834 - 1842);
- Breinl De Wallernstern (1842 - marzo 1848);
- Klobus (agosto 1848 - 1850)[4];
- Gaetano Baroffio (1850 - 1859)[5][6]